# Kostis Stefanopoulos
Konstantinos Dimitriou (Kostis) Stefanopoulos (Grieks: Κωνσταντίνος Στεφανόπουλος) (Patras, 15 augustus 1926 – Athene, 20 november 2016) was een Grieks politicus.
Op 8 maart 1995 werd hij gekozen tot president van zijn land en in 2000 werd hij in die functie herkozen. Omdat volgens de Griekse grondwet iemand niet langer dan twee termijnen president mag zijn, is hij op 12 maart 2005 afgetreden. Zijn opvolger is Karolos Papoulias.
Stefanopoulos studeerde rechten aan de Universiteit van Athene. Van 1954 tot 1974 oefende hij het beroep van advocaat uit in Patras. In 1958 stelde hij zich voor de eerste keer verkiesbaar voor het parlement namens de Nationale Radicale Unie. Stefanopoulos werd pas in 1964 ook daadwerkelijk gekozen in het parlement. Na de val van het kolonelsregime stapte hij over naar Nea Dimokratia en werd namens die partij verschillende keren in het parlement gekozen. In 1974 werd hij ook aangesteld als plaatsvervangend minister van Handel in het overgangskabinet van Konstandinos Karamanlis. Van 1974 tot 1976 diende hij als minister van Binnenlandse Zaken, van 1976 tot 1977 als minister van Sociale Zaken, en van 1977 als minister van Presidentiële Zaken.
In 1985 stapte Stefanopoulos uit Nea Dimokratia en vormde op 6 september de nieuwe partij Democratische Vernieuwing (DIANA). Als voorzitter van deze partij werd hij in 1989 opnieuw gekozen in het president. Daar bleef hij tot de ontbinding van de partij in juni 1994. In 1995 werd hij door de partij Politieke Lente en met steun van PASOK door het parlement gekozen als president. In 2000 werd hij nogmaals herkozen. 
- Gemeinsame Normdatei: 1052484301
- International Standard Name Identifier: 0000 0000 3306 3367
- Library of Congress Control Number: n90704734
- Nationale Bibliotheek van Polen: a0000003566430
- Système universitaire de documentation: 275628868
- Virtual International Authority File: 306148207632600340189
- WorldCat: E39PBJdWRm8KjG786cgt6gcgKd